# Coccorchestes
Genre
Coccorchestes est un genre d'araignées aranéomorphes de la famille des Salticidae.

## Distribution
Les espèces de ce genre se rencontrent en Nouvelle-Guinée, en Nouvelle-Bretagne et en Australie au Queensland.

## Liste des espèces
Selon World Spider Catalog (version 25.0, 12/03/2024) :
- Coccorchestes aiyura Balogh, 1980
- Coccorchestes biak Balogh, 1980
- Coccorchestes biroi Balogh, 1980
- Coccorchestes blendae Thorell, 1881
- Coccorchestes buszkoae Prószyński, 1971
- Coccorchestes clavifemur Balogh, 1979
- Coccorchestes fenicheli Balogh, 1980
- Coccorchestes ferreus Griswold, 1984
- Coccorchestes fluviatilis Balogh, 1980
- Coccorchestes giluwe Balogh, 1980
- Coccorchestes gressitti Balogh, 1979
- Coccorchestes hamatus Balogh, 1980
- Coccorchestes hastatus Balogh, 1980
- Coccorchestes huon Balogh, 1980
- Coccorchestes ifar Balogh, 1980
- Coccorchestes ildikoae Balogh, 1979
- Coccorchestes inermis Balogh, 1980
- Coccorchestes jahilnickii Prószyński, 1971
- Coccorchestes jimmi Balogh, 1980
- Coccorchestes kaindi Balogh, 1980
- Coccorchestes karimui Balogh, 1980
- Coccorchestes mcadami Balogh, 1980
- Coccorchestes missim Balogh, 1980
- Coccorchestes otto Balogh, 1980
- Coccorchestes piora Balogh, 1980
- Coccorchestes quinquespinosus Balogh, 1980
- Coccorchestes rufipes Thorell, 1881
- Coccorchestes sinofi Balogh, 1980
- Coccorchestes sirunki Balogh, 1980
- Coccorchestes spark Lin & Li, 2024
- Coccorchestes staregai Prószyński, 1971
- Coccorchestes suspectus Balogh, 1980
- Coccorchestes szentivanyi Balogh, 1980
- Coccorchestes taeniatus Balogh, 1980
- Coccorchestes tapini Balogh, 1980
- Coccorchestes triplex Balogh, 1980
- Coccorchestes vanapa Balogh, 1980
- Coccorchestes verticillatus Balogh, 1980
- Coccorchestes vicinus Balogh, 1980
- Coccorchestes vogelkop Balogh, 1980
- Coccorchestes waris Balogh, 1980

## Systématique et taxinomie
Ce genre a été décrit par Thorell en 1881 dans les Attidae.

## Publication originale
- Thorell, 1881 : « Studi sui Ragni Malesi e Papuani. III. Ragni dell'Austro Malesia e del Capo York, conservati nel Museo civico di storia naturale di Genova. » Annali del Museo Civico di Storia Naturale di Genova, vol. 17, p. 1-727 (texte intégral).